# Collège de Hollande
Le Collège de Hollande (Hollands College en néerlandais, Collegium Hollandicum en latin) ou Collège de Haarlem est un collège fondé en 1583 pour les étudiants hollandais en philosophie et en théologie à Louvain, ville sise aujourd'hui dans la province du Brabant flamand en Belgique.

## Localisation
Le Collège de Hollande se situe au numéro 9 de la place Père Damien (Pater Damiaanplein, anciennement place Saint-Antoine), dans la partie sud-ouest du centre-ville, à quelques centaines de mètres au nord du Grand béguinage de Louvain.

## Historique
En 1583, deux ans après l'indépendance des Provinces-Unies majoritairement protestantes, une maison communautaire est fondée à Cologne pour les séminaristes hollandais étudiant la philosophie et la théologie, afin de les former à assumer un ministère dans les évêchés de Haarlem et d'Utrecht.
Un désaccord entre les responsables des deux évêchés mène en 1616-1617 à la création au sein de l'Université de Louvain d'un collège distinct destiné à la formation du clergé pour l'évêché de Haarlem,.
Ce collège s'installe dans l'Hôtel de la famille Uten Lieminghe, bâti en 1511 sur un terrain attenant à la première enceinte de Louvain,, et connu sous la dénomination de la Belle Sainte Vierge ou Schoone Lieve Vrouw à cause de la statue située au-dessus de sa porte d'entrée.
Le collège devient connu sous les noms officiels de Collège de Hollande et Collège de Haarlem, tandis que le peuple l'appelle plutôt College van de Schonen Lieven Vrouween ou Pulcheria, contraction de Pulcher et Maria.
Cornelius Jansen (Jansenius, inspirateur du jansénisme) est le président du collège depuis sa fondation jusqu'en 1624. En 1618, il fait édifier au fond du jardin la Tour Jansenius sur les vestiges d'une des tours médiévales de la porte fortifiée établie sur la Dyle (waterpoort) et appartenant à la première enceinte de Louvain,.
Le collège est presque entièrement reconstruit en style Louis XV en 1754-1757, par l'architecte Jacques-Antoine Hustin (1709-1787),.
À l'époque de la Révolution française, le collège devient propriété de la Régie des Domaines qui y installe l'Administration Centrale du Département de la Dyle. Ensuite, de 1799 à 1806, le collège sert de « Bureau du Prytanée français ».
Mademoiselle Cicercule Paridaens y installe en 1812 un internat pour jeunes filles, à laquelle s'ajoute en 1834 la congrégation des Filles de Marie, qui devient propriétaire des bâtiments en 1835.

## Classement
Le Collège de Hollande est classé comme monument historique depuis le 21 décembre 2006 et figure à l'inventaire du patrimoine immobilier de la Région flamande sous la référence 42166.

## Architecture
Le Collège de Hollande est un bâtiment en forme de U dont l'aile nord intègre l'ancien Hôtel de la famille Uten Lieminghe (Hof van Uten Lieminghe) du XVIe siècle. 
Ce dernier présente vers la place une façade en pierre de Gobertange de deux travées et de deux niveaux, rehaussée d'un niveau supplémentaire au XVIIIe siècle. Les deux niveaux inférieurs sont percés de fenêtres à croisée, à meneau et traverse de pierre tandis que le niveau ajouté au XVIIIe siècle n'est pas ajouré. Cette façade est sommée d'une lucarne-poulie de bois flanquée de volutes et surmontée d'un petit fronton triangulaire.
À gauche de cette façade de pierre blonde se dresse un grand portail en pierre bleue de style Louis XV (style rococo). Ce portail est composé d'une porte à arc surbaissé flanquée de pilastres dont les chapiteaux composites supportent un large entablement sommé d'un fronton triangulaire.
Au centre, au-dessus de la porte, un cartouche rococo flanqué de motifs de style rococo évoque la rénovation du bâtiment en 1757 :

Collegium

Hollandicum

Divae pulcheriae

sacrum

Renovatum anno 1757

|  |  |  |